# Momodou Sonko
Momodou Lamin Sonko (Göteborg, 31 gennaio 2005) è un calciatore svedese, attaccante del Gent.

## Caratteristiche tecniche
Gioca come ala sinistra, ruolo in cui può accentrarsi, puntare l'avversario e sfruttare la sua velocità.

## Carriera

### Hacken
Nato in Svezia da padre gambiano, Sonko ha trascorso parte della propria carriera giovanile nel Västra Frölunda, società con sede a Frölunda, il sobborgo di Göteborg in cui è cresciuto insieme a padre, madre e cinque fratelli.
Prima dell'inizio della stagione 2020 si è trasferito al settore giovanile dell'Häcken, altro club cittadino, la cui prima squadra militava ormai stabilmente da numerosi anni nella massima serie nazionale. Inizialmente, vista anche l'età, Sonko ha giocato solo nelle formazioni Under-17 e Under-19, ma nel maggio 2022 ha firmato un contratto pluriennale nell'ottica di un ingresso in prima squadra. Il 30 agosto 2022, a diciassette anni, ha fatto il suo debutto ufficiale partendo titolare in occasione del secondo turno di Coppa di Svezia vinto 2-1 in trasferta contro l'Älmhults IF, mentre il successivo 2 ottobre ha giocato la sua prima partita di campionato subentrando nel secondo tempo della sfida pareggiata per 1-1 sul campo del Varberg. In totale, le sue presenze nel corso dell'Allsvenskan 2022 sono state due, in un torneo che ha visto l'Häcken conquistare il suo primo storico titolo nazionale.
La stagione 2023 lo ha visto invece ritagliarsi uno spazio in pianta stabile in prima squadra. Oltre a partecipare attivamente alla conquista della Coppa di Svezia 2022-2023 con 3 gol in 6 presenze dalla fase a gironi in poi, Sonko è stato infatti utilizzato dal tecnico Per-Mathias Høgmo anche in 23 partite di campionato sulle 30 previste dal calendario dell'Allsvenskan 2023, contribuendo con 7 reti e 4 assist al raggiungimento del terzo posto in classifica per i gialloneri. Queste prestazioni gli sono valse, a fine annata, il riconoscimento di miglior giovane dell'anno di quell'edizione del torneo.

### Gent
Nel gennaio 2024 è diventato ufficialmente un giocatore del Gent, squadra belga che ha pagato all'Häcken una somma record di circa 8 milioni di euro.

## Palmarès

### Club

#### Competizioni nazionali
- Campionato svedese: 1

Häcken: 2022
- Coppa di Svezia: 1

Häcken: 2022-2023